# Blake Coleman
Blake Coleman (Plano, Texas, 28 de noviembre de 1991), apodado Pickles, es un jugador profesional estadounidense de hockey sobre hielo que se desempeña en la posición de centro en Calgary Flames, equipo de la National Hockey League (NHL).

## Carrera
Fue seleccionado en la tercera ronda en la NHL Entry Draft de 2011. En 2016 hizo su debut profesional con el equipo New Jersey Devils, en el cual jugó cuatro temporadas (2016-2019), después pasó a Tampa Bay Lightning (2019-2021), luego a Calgary Flames, donde lleva jugando tres temporadas.